# Earl Jean
Earl Jude Jean (ur. 9 października 1971 w Castries) – piłkarz z Saint Lucia występujący na pozycji napastnika.

## Kariera klubowa
W 1991 został zawodnikiem portugalskiego klubu UD Oliveirense, grającego w trzeciej lidze. Następnie był graczem czwartoligowego União Coimbra oraz drugoligowej drużyny Leça FC, a w 1995 przeszedł do FC Felgueiras, występującego w pierwszej lidze. Zadebiutował w niej 20 sierpnia 1995 w zremisowanym 2:2 spotkaniu z GD Chaves i strzelił wówczas gola. W Felgueiras spędził sezon 1995/1996, zakończony przez ten zespół spadkiem z ligi.
W 1996 przeszedł do angielskiego Ipswich Town z Division One. W jego barwach w tych rozgrywkach wystąpił jeden raz, 21 grudnia 1996 w zremisowanym 1:1 pojedynku ze Stoke City. Następnie był zawodnikiem drużyn Division Two – Rotherham United oraz Plymouth Argyle. Z Plymouth spadł w sezonie 1997/1998 do Division Three.
W 1999 przeniósł się do klubu W Connection, z którym w tym samym roku zdobył Puchar Trynidadu i Tobago. Na początku 2000 odszedł do szkockiego Hibernianu, w którego barwach zagrał cztery razy w Scottish Premier League. Potem wrócił do zespołu W Connection i wywalczył z nim dwa mistrzostwa (2000, 2001) oraz puchar kraju (2000).
W 2002 reprezentował barwy chińskiego klubu Hefei Chuangyi, a od 2003 do 2007 znowu grał dla W Connection, zdobywając z nim kolejne mistrzostwo Trynidadu i Tobago (2005). Sukces ten osiągnął również w 2008 z zespołem San Juan Jabloteh, w którym rok później zakończył karierę.

## Statystyki ligowe
| Rozgrywki               | Poziom | Kraj       | Mecze | Gole |
| ----------------------- | ------ | ---------- | ----- | ---- |
| Primeira Liga           | I      | Portugalia | 21    | 2    |
| Segunda Liga            | II     | Portugalia | 55    | 18   |
| Campeonato de Portugal  | III    | Portugalia | 11    | 0    |
| Division One            | II     | Anglia     | 1     | 0    |
| Division Two            | III    | Anglia     | 54    | 10   |
| Division Three          | IV     | Anglia     | 29    | 3    |
| Scottish Premier League | I      | Szkocja    | 5     | 0    |
| China League One        | II     | Chiny      | 9     | 0    |

## Kariera reprezentacyjna
W reprezentacji Saint Lucia zadebiutował 27 maja 1990 w wygranym 2:0 meczu Pucharu Karaibów z Antiguą i Barbudą, w którym strzelił obydwa gole dla swojej drużyny. W latach 1990–2004 w drużynie narodowej rozegrał 20 spotkań i zdobył 15 bramek.